# La prof donne des leçons particulières
Pour plus de détails, voir Fiche technique et Distribution.

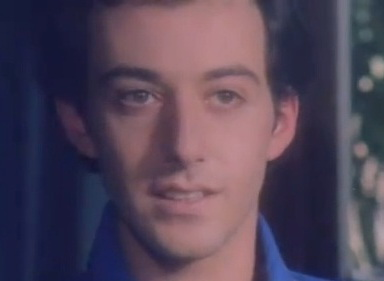
Alfredo Pea dans le rôle de Franco Mottola

La prof donne des leçons particulières (titre original en italien : L'insegnante) est une comédie érotique à l'italienne réalisée par Nando Cicero et sortie en 1975.
Le film, qui a eu un certain succès commercial à sa sortie, a donné suite à une série de cinq autres films ayant pour thème « L'insegnante », Edwige Fenech incarnant le rôle principal dans trois d'entre eux. Il s'agit du premier rôle d'importance pour Alvaro Vitali, qui deviendra peu après une figure de ce genre cinématographique.

## Synopsis
Inquiet des mauvais résultats scolaires de son fils, un honorable Sicilien, coureur de jupons et trafiquant, engage une jeune professeure pour lui donner des leçons particulières. Le garçon, qui passe ses journées à chercher une fille avec laquelle soulager ses pulsions sexuelles, se sent irrésistiblement attiré par cette belle enseignante et il imagine un moyen rapide pour  la séduire. Convaincu par ses amis, il décide de faire semblant d'être gay afin de solliciter la compassion de la professeure et son désir de le « guérir ». La stratégie semble porter ses fruits, grâce aussi au souci de sa mère qui, pour remettre son enfant sur la « bonne voie », n'hésite pas à demander à la professeure d'utiliser pour le « guérir » ses armes de séduction.

## Distribution
- Edwige Fenech : Giovanna Pagaus
- Vittorio Caprioli : Fefe Mottola
- Alfredo Pea : Franco Mottola
- Alvaro Vitali : Tatuzzo
- Gianfranco D'Angelo